# 有地十五郎
有地 十五郎（ありち じゅうごろう、1882年10月22日 - 1947年11月8日）は、日本の海軍軍人。最終階級は海軍中将。

## 略歴
海軍中将有地品之允の三男として東京に生まれる。
1900年（明治33年）3月、高等師範学校附属中学校（現・筑波大学附属中学校・高等学校）を卒業。1905年（明治38年）11月、海軍兵学校（33期）を卒業し、翌年12月、海軍少尉任官。
1915年（大正4年）5月26日、駆逐艦「夕暮」駆逐艦長に就任。1917年（大正6年）11月、海軍大学校（甲種第15期）を卒業し海軍少佐に昇進した。
1918年（大正7年）1月、「槇」艦長となり、第二特務艦隊司令部付、「柏」駆逐艦長などを歴任し、1919年（大正8年）9月15日、第2水雷戦隊参謀に就任。「島風」駆逐艦長心得を経て、1919年（大正8年）12月、海軍中佐に進級し「島風」駆逐艦長となる。
1922年（大正11年）12月、「汐風」駆逐艦長に就任し、呉鎮守府参謀、兼広島湾要塞参謀などを経て、1926年（大正15年）4月1日、第30駆逐隊司令に就任し、同年12月、海軍大佐に昇進。
1927年（昭和2年）11月、「名取」艦長となり、第12駆逐隊司令、「榛名」艦長、軍令部出仕（欧米出張）を経て、1931年（昭和6年）12月1日、第1水雷戦隊司令官に就任し、翌年12月、海軍少将に進んだ。
1933年（昭和8年）11月、第2艦隊参謀長に異動し、翌年11月15日、海軍水雷学校長として陸上に上がり、第4戦隊司令官を経て、1936年（昭和11年）12月、海軍中将となり第3戦隊司令官に転じた。1937年（昭和12年）12月1日、鎮海要港部司令官に就任し、軍令部出仕を経て、1939年（昭和14年）3月21日、予備役に編入された。
その後は1939年（昭和14年）8月31日に大日本航空理事になり、1943年（昭和18年）1月29日に同副総裁に就任。
1947年（昭和22年）11月8日死去（65歳）。死去後、公職追放仮指定を受けた。
一時期を除いてほとんどが海上勤務の武人で、水雷畑を歩んだ。

## 人物
軍人としての遍歴より奇行でのエピソードが豊富な「大名士」として有名で、現在でも伝説になっているものが多い。綽名が「猫さんま」で、口髭が顔をはみ出して後ろから見ると猫がさんまをくわえているように見えたのが由来だという（阿川弘之「米内光政」新潮文庫）。
その一面、奇妙な見識もあって、支那事変初期に知人の息子の海軍兵学校生徒が事変で夏休みを削減されたと聞いて「僕の兵学校時代は日露戦争中だったが夏休みはまるまるもらえた。海軍あげての戦争でもないのに今からそんな余裕のないことで大丈夫か」と口にしたという（阿川「米内光政」。なお、支那事変開始後2年間の海軍大臣は当の米内だが、米内批判としての記載ではない）。

## 栄典
- 1907年（明治40年）2月12日 - 正八位[2]
- 1939年（昭和14年）4月8日 - 正四位[3]

## 親族
- 兄 有地藤三郎（海軍造兵大佐、貴族院議員、男爵）・寺島敏三（陸軍騎兵大尉・貴族院男爵議員）[4]
- 叔父 梨羽時起（海軍中将、貴族院議員、男爵、父の弟）